# Uyúnides
Els uyúnides foren una dinastia menor que va governar a l'Aràbia Oriental. Va tenir seu a al-Katif i va dominar a al-Ahsa i a l'Aràbia oriental llavors anomenada Bahrayn (nom més tard limitat a les illes). Va exercir el domini del 1070 a 1253 i de fet encara van seguir fins al segle xiii. El fundador fou Abd Alla ibn Ali al-Uyuni. Van destruir als càrmates.
Se suposa que eren del clan Al Ibrahim del Murra dins del grup Abd al-Kays. La dinastia va quedar debilitats per la revolta dels Amir dels Rabia, i això fou aprofitat pels kaysàrides o Banu Kaysar de Djazirat Kays, a la part oriental del golf Pèrsic a partir de 1160 o 1170 durant un període de conflictes interns; el 1235 les illes i al-Katif foren ocupats pels salghúrides de Fars i els uyúnides es van reconèixer dependents del califa abbàssida; el 1253 els usfúrides es van apoderar d'al-Ahsa i la resta de l'Aràbia oriental.

## Llista d'emirs
- Abd Allah ibn Ali al-Uyuni 1073-1126
- Fadl I ibn Abd Allah 1126-1139
- Muhammad I ibn Fadl 1139-1149
- al-Husayn ibn Abd Allah 1149-1151
- Ali I ibn Abd Allah 1149-1151
- Hagras ibn Muhammad 1151
- Shakr ibn Ali 1152-1161
- Lluites civils 1161-1177
- Hasan ibn al-Husayn 1177-1180
- Muhammad ibn Ahmad 1180-1209
- Fadl II ibn Muhammad 1209-1219
- Ali Majid (Ali II) 1219-1220
- Mokdam ibn Grir
- Muhammad II ibn Majid
- Muhammad III ibn Masud 1229-1236
- Fadl III ibn Muhammad 1236-?